# Francis Lewis

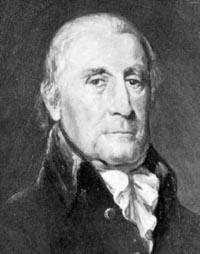
Francis Lewis

Francis Lewis (* 21. März 1713 in Llandaff, Wales, Königreich Großbritannien; † 30. Dezember 1803 in New York City, New York, USA) war ein britisch-amerikanischer Kaufmann und ist als einer der Unterzeichner der Unabhängigkeitserklärung der USA für New York einer der Gründerväter der USA.
Der geborene Waliser wurde in Schottland ausgebildet und besuchte die Westminster School in London. Er besuchte ein Handelshaus in London und zog 1734 nach New York. Er nahm als Gehilfe von General Hugh Mercer am Franzosen- und Indianerkrieg teil und wurde 1756 von den Franzosen gefangen genommen und nach Frankreich gebracht. Nach seiner Rückkehr in die Dreizehn Kolonien wurde er in der Politik aktiv und ließ sich 1775 in den Kontinentalkongress wählen. Sein Besitz in Long Island wurde während des Amerikanischen Unabhängigkeitskrieges zerstört.
Sein Sohn Morgan Lewis diente während des Amerikanischen Unabhängigkeitskrieges in der Rebellenarmee und hatte später viele Ämter im Bundesstaat New York inne.